# Église Saint-Hilaire de Saint-Hilaire-en-Lignières
Pour les articles homonymes, voir Église Saint-Hilaire.
L'église Saint-Hilaire est une église catholique située sur la commune de Saint-Hilaire-en-Lignières, dans le département du Cher, en France.

## Localisation
Elle se trouve sur une esplanade au centre du village.

## Histoire
L'église compte une crypte datant du XIIe siècle. Elle est mentionnée parmi les dépendances de l'abbaye de Déols dans une bulle de Pascal II datée de 1115, où sont énumérées les biens de l'abbaye. Des travaux ultérieurs datent des  XIIIe  et XIVe siècles. Le prieuré est sécularisé en 1478.
L'église, à l'exception du chœur et des transepts, a été l'objet de nombreux travaux, tant au XVIIe siècle qu'à l'époque moderne. La nef a subi, au XIXe siècle, de nombreux remaniements. 
L'édifice est classé au titre des monuments historiques par arrêté du 10 avril 1912.

## Description
Avec un clocher carré avec contreforts aux angles conciliant des éléments romans et gothiques, l'église paroissiale possède notamment une crypte sous le chœur. Deux escaliers y donnent accès, ayant leur ouverture dans chacun des transepts. Chacun des escaliers aboutit à un couloir formant vestibule d'entrée de chaque côté de la crypte. La crypte proprement dite est à trois nefs. Les deux nefs latérales sont réunies à l'ouest transversalement par une galerie, en arrière des deux travées principales de la crypte. Chacune de ces travées principales est divisée en deux par une colonne supportant les arcs latéraux. Les trois nefs et les dépendances de la crypte sont fermées par des voûtes en berceau plein cintre surbaissé, parallèles au grand axe. 
Une voûte moderne sur croisées d'ogives en plâtre remplace la coupole qui surmontait le carré du transept.

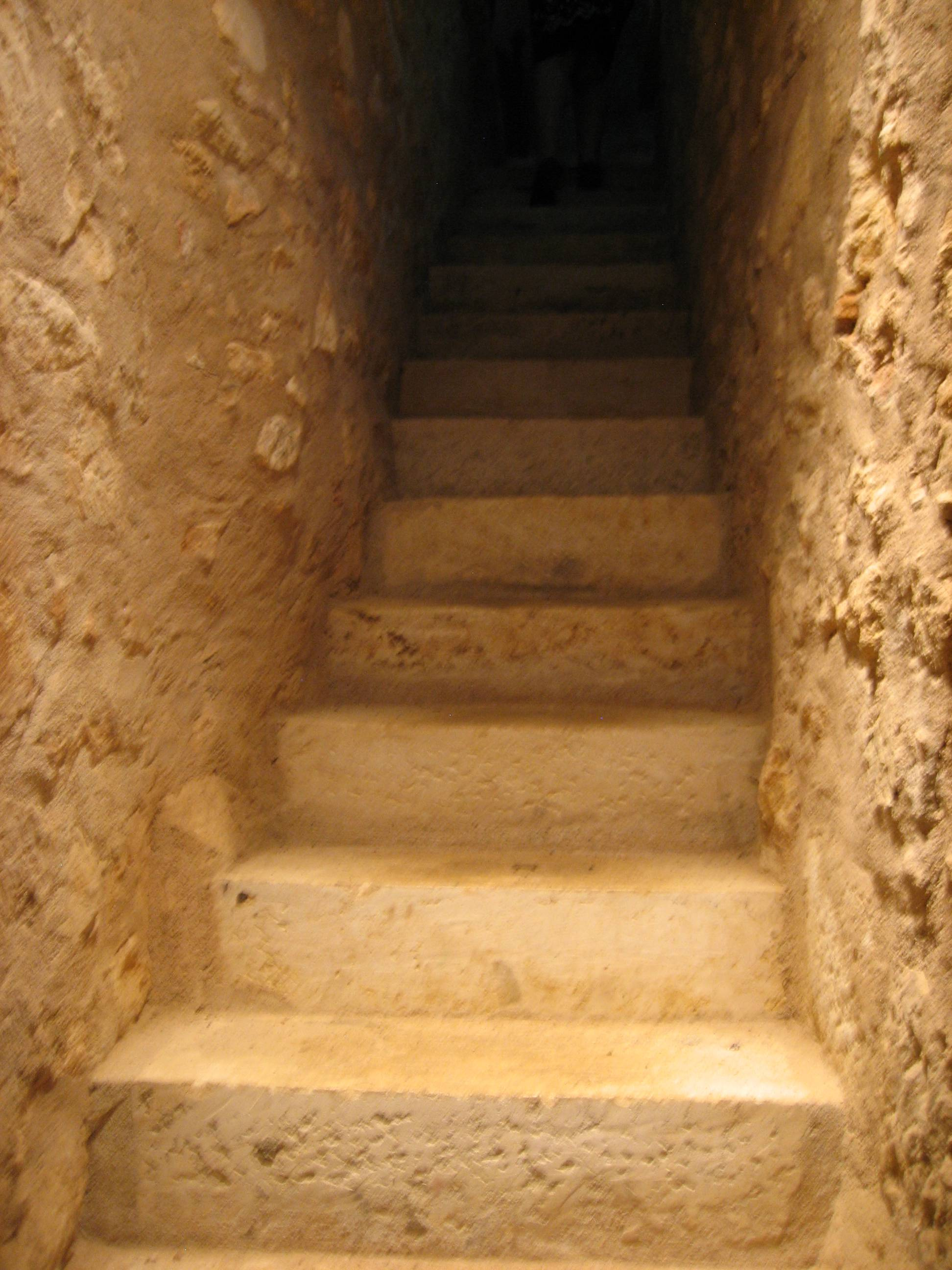
escalier de la crypte.
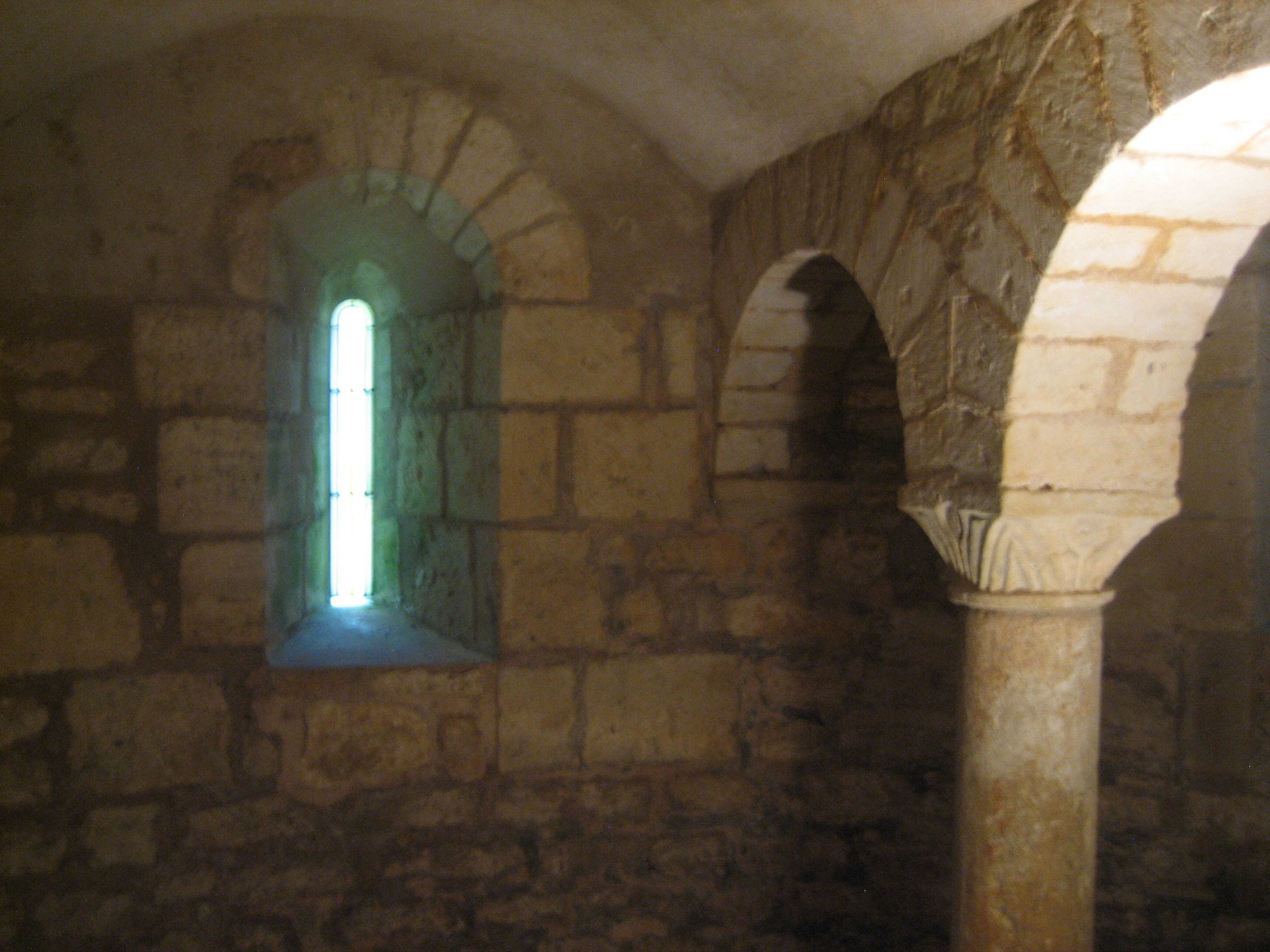
crypte.
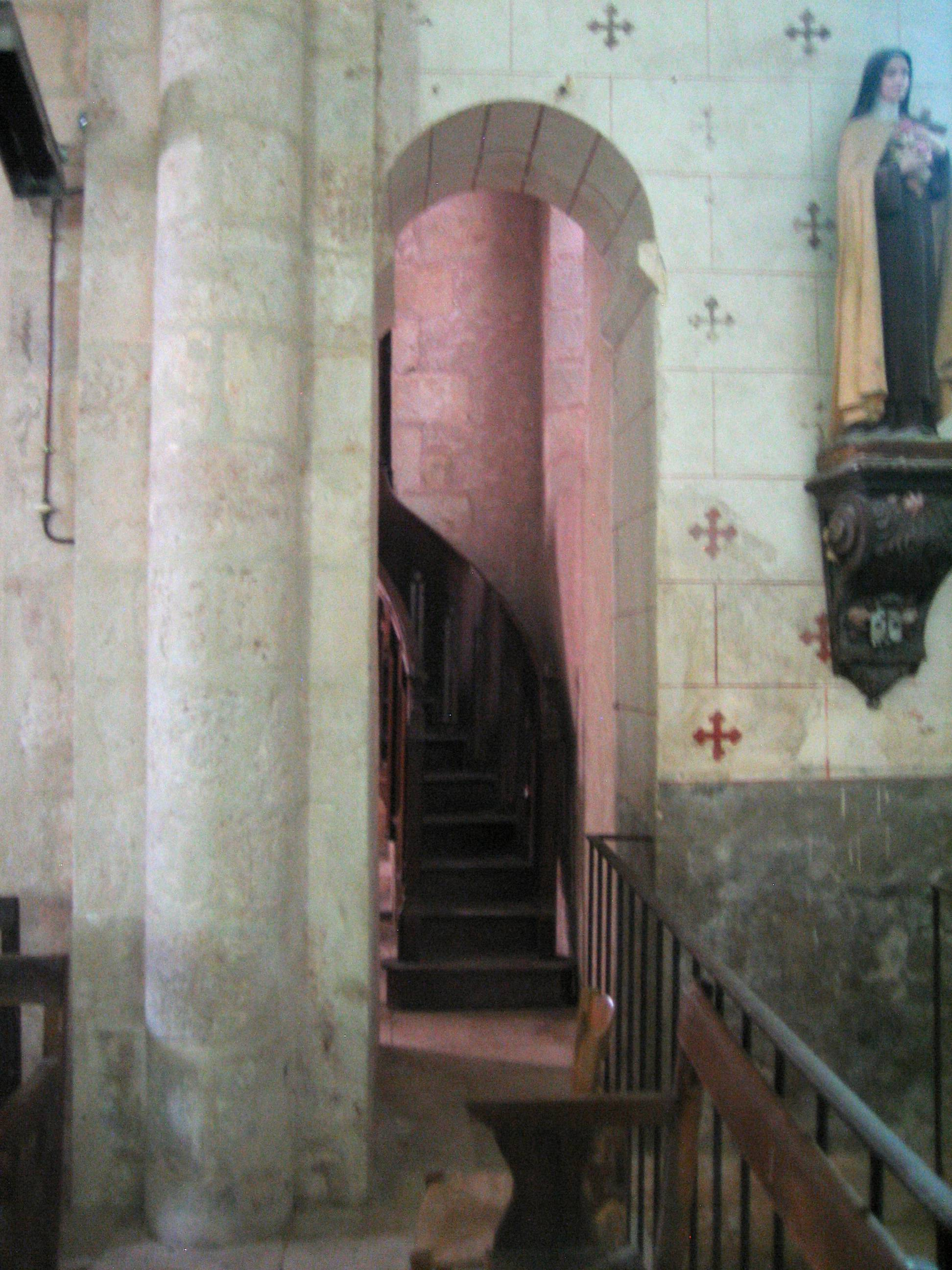
passage berrichon